# Béres-Deák Katalin
Béres-Deák Katalin (Eger, 1966. április 13. –) magyar bábművész, színésznő.

## Életpályája
Egerben született, 1966. április 13-án. A Bábszínészképző Tanfolyamon 1988-ban kapott diplomát. 1981-től volt tagja szülővárosában a Harlekin Bábegyüttesnek. 1988-tól a Harlekin Bábszínházban szerepelt.

## Színházi szerepeiből
- William Shakespeare nyomán: ...vagy amit akartok... Mária
- Grimm fivérek – Tömöry Márta: Hófehérke... Hófehérke
- Urbán Gyula: Minden egér szereti a sajtot... Fruzsina
- L. Frank Baum: Óz, a nagy varázsló... Dorothy
- Alan Alexander Milne – Karinthy Frigyes: Micimackó... Nyuszi
- Ion Creangă: Apó lánya, anyó lánya... anyó lánya
- Cezar Petrescu: Framm, a jegesmedve... Nanuk
- Csukás István: Ágacska... Ágacska
- Lázár Ervin: A kisfiú meg az oroszlánok... Peti
- Lázár Ervin: A legkisebb boszorkány... Marilla
- Muszty Bea – Dobay András: A kék csodatorta... Heuréka